# Rio Baicu (Râul Șes)
O Rio Baicu é um rio da Romênia afluente do Lago Gura Apei, localizado no distrito de Caraş-Severin.